# Pedro de Lafuente
Pedro de Lafuente (falecido a 13 de Agosto de 1587) foi um prelado católico romano que serviu como bispo de Pamplona de 1578 a 1587.

## Biografia
No dia 28 de Fevereiro de 1575, Pedro de Lafuente foi nomeado durante o papado de Gregório XIII como Bispo de Pamplona. Em Dezembro de 1578, foi consagrado bispo por Francisco Pacheco de Villena, Arcebispo de Burgos. Serviu como Bispo de Pamplona até à sua morte a 13 de Agosto de 1587.